# Noordoewer
Noordoewer es una población en el sur de Namibia, su nombre significa 'Orilla Norte' en afrikáans en referencia a la margen norte del río Orange sobre la que está edificada. La ciudad está frente a la ciudad sudafricana de Vioolsdrif con la cual está unida por un puente sobre la ruta B1. Es conocida por sus bodegas y por el piragüismo y es un paso fronterizo importante.
- Datos: Q1013958
- Multimedia: Noordoewer / Q1013958